# 李象 (五代)
李象（？—947年），字昭文，深州乐寿县（今河北省献县）人，五代十国后唐、后晋官员。
父祖为农夫，他少年学习《左传》。后唐天成年间参加科举，没有中明经，次年中进士。宰相刘昫将女儿嫁给了他。后晋天福六年（941年）正月，时任刑部員外郎的李象，上《二舞赋》，石敬瑭看后嘉赏，命编诸史册。。天福六年五月，尚书刑部员外郎李象奏请：“今后凡是散官，不计高低，若犯罪不得当赎，亦不得上请详定院覆奏。应内外文武官，有品官者自从品官法，无品官有散试官者，应内外带职廷臣宾从、有功将校等，并请同九品官例。其京都运巡使及诸道州府衙前职员、内外杂任镇将等，并请准律，不得上请当赎。其巡司马步司判官，虽有曾历品官者，亦请同流外职。准律。杖罪以下，依决罚例，徒罪以上，仍依当赎法。”他担任员外郎，详刑定罪，不畏豪强。后为驾部郎中，开运三年（946年），加朝议大夫。契丹灭后晋时，李象被盗贼杀害。

## 注
1. ↑  《册府元龟》卷八百五十三
2. ↑  《册府元龟》卷八百四十一
3. ↑  《册府元龟》卷六百十三
4. ↑  《册府元龟》卷六百十七
5. ↑  《册府元龟》卷四百八十三
6. ↑  《册府元龟》卷九百三十一